# Epic Games Store
Epic Games Store（エピックゲームズストア、EGS）は、Epic Gamesが運営するMicrosoft WindowsとmacOSや公式Webサイト向けのデジタルゲームストア。
2018年12月にウェブサイトとゲームのダウンロードとプレイに必要なスタンドアロンのランチャーの両方がローンチされた。ストアでは、基本的なカタログや友達リストの管理、マッチメイキングなどの機能を提供している。Epic Gamesはストアの機能をさらに拡張する計画を立てているが、議論フォーラムやユーザーレビューといった他のデジタル配信プラットフォームのように多くの機能を追加する予定はなく、代わりに既存のソーシャルメディアプラットフォームを利用してこれらの機能をサポートする。 
Epic Gamesは「Fortnite」の成功後に配信市場に参入した。これはEpicがWindowsやmacOSシステムのユーザーに他のストアではなく独自のチャンネルで配信するものである。Epic Gamesの創設者でCEOのティム・スウィーニーは、Valveが運営する支配的なゲームストア「Steam」の30％の手数料は高すぎるとの見方を示し、たった8%でも収益性を維持しながらストアの運営が可能なことを示唆している。開設までにEpic Gamesは、手数料はストアで販売される作品の売上の12％とし、同社製のUnreal Engine（アンリアルエンジン）で開発されたゲームのエンジン使用料（通常は売上の5％）の免除を決定した。
Epic Gamesはたとえ同社がパフォーマンスの低いゲームで損失を出しても、最低限の売上を保証する時限独占販売契約を提供することで、デベロッパーとパブリッシャーをサービスに勧誘しEpicはユーザーを惹きつけるために2019～2020年に毎週1～2作の無料ゲームをユーザーに配布している。

## ストアとソフトウェア
Epic Games Storeはウェブ経由で利用できるゲームストアであり、Epic Gamesのランチャーアプリケーションに組み込まれている。プレイヤーはウェブとアプリケーションの両方でゲームを購入でき、ランチャーを介してゲームをインストールして最新の状態に保つことができる。 
Epic Gamesの新作ゲームは同ストアで独占販売される予定で、同社はEpic Games Storeで独占販売を行うデベロッパーに対し資金援助を計画しており、これを選択したデベロッパーには収益保証を行い、ゲームが不採算の場合にEpic Gamesが差額を支払うことになる。他のデベロッパーにおいては、Epicは売上高の12％の手数料を取り、残りはデベロッパーに渡る。また、Unreal Engine(アンリアルエンジン)を使用して開発され、Epic Games Storeで販売されるゲームについては、売上高に応じた5%のエンジン使用料金を免除する。Epicの利益はコンテンツ配信やその他のサービスに支払った後の総収益の約5％であるが、規模の経済により6〜7％に増加する可能性がある。Epicの計算によると、ストアの手数料は利益を上げるのに十分であった。 
Epicは、2019年を通じて2週間ごとに1本の無料ゲームの提供を予定していた。これは、2019年6月に毎週1本に増加し、および提供される無料ゲームが成人向けレーティングのため、ペアレンタルコントロールが有効な場合にロックアウトされた週には、Epicはそれほど評価されていない2本目の無料ゲームを提供した。その後、Epicは2020年まで無料ゲームプログラムを継続する予定であることを明言した。このプログラムの最初の18か月間で、Epicは PCGamesNによる推定で2000ドル以上のゲームを提供した。Epic Gamesもセールを実施しており、このセールではEpicが割引分を負担している。たとえば、2019年5月の最初のストア全体セールでは、15ドル以上のゲームを10ドル引きで販売していた。 
開設時のストアには必要最小限の機能しかなかったが、Epicは他のデジタルストアに匹敵する機能のサブセットを開発することを計画している。 最終的にストアでユーザーレビューを提供することになるが、この機能はレビュー爆撃のような活動による悪用を避けるため、開発者によるオプトインとなる。実績とユーザーModの予備サポートは2020年7月に追加された。内部ユーザーフォーラムを追加する予定はない。 ストアにはユーザーがゲームのバグや技術的な問題を開発者に報告するためのチケットベースのサポートシステムが追加される予定で、デベロッパーはストア連動のフォーラムの代わりに、 RedditやDiscordなどの外部フォーラムやソーシャルチャンネルにリンクすることを推奨されている。2020年1月には、ユーザーに批評レビュー情報を提供するためにOpenCriticから取得した情報がストアの製品ページに追加された。ストアには、バーチャルリアリティヘッドセットのサポートなどの機能がなく、販売促進用に設計されたSteamのトレーディングカードに似た「ゲーム型の機能」も期待されていない。 

### クラウドセーブ機能
クラウドセーブ機能は、2019年7月にゲームごとに限られた形で導入、2019年8月に追加された。Epicは機能の検証後に拡大していく予定である。
2019年12月、Epicはデベロッパーとパブリッシャーに、ゲームのマイクロトランザクションやその他の購入用の独自のゲーム内ストアを実装するオプションを提供したが、代わりにEpicストアを使用するオプションを残している。 

### Support a Creator
Epicは、可能であれば『フォートナイト バトルロイヤル』で開始した「Support a Creator」プログラムをストアで販売される他のゲームに拡大することを計画している。Support a Creatorプログラムでは、プレイヤーは提出された申請書に基づいてEpicが選択したストリーマーやコンテンツクリエーターをサポートすることを選べる。サポートされているストリーマーは、彼らをサポートしているプレーヤーがEpic Games Storeで支払ったマイクロトランザクションの収益をEpic Gamesから受け取ることができ、コンテンツクリエイターにインセンティブを与える。フォートナイト内では、クリエイターはマイクロトランザクションの現金価値の約5％を受け取った。

## 歴史
Epic Games Storeが登場する前のパソコン向けゲームのデジタル配信は、SteamやGOG.comなどのデジタルストアを通じて行われており、Steamは2013年の全デジタル配信の推定75％を占める支配的なチャンネルであった。Steamを運営するValveは、自社サービスで販売された全ゲームの売上の30%を徴収しており、これはGOG.comのような他のサービスや家庭用ゲーム機及びモバイルのストアと同一水準である。2017年8月、Epicのティム・スウィーニーは、30％の取り分はもはや妥当ではなく、Valveが手数料を8％に削減した場合でも同社は利益を得ることができると示唆した。 
- 2018年12月 - Epic GamesはSteamの30％よりも大幅に低い12%の手数料でSteamに挑戦するデジタルストアを開設すると発表した[20]。Epicはまた、自社プラットフォームを通じて販売されるゲームにデジタル著作権管理（DRM）の制限を課すことはないと述べた[20]。
- 2018年12月6日 - The Game Awardsの一環として、一握りのゲームと今後の作品の短いリストを掲載したストアがオープンした[21][22]。ストアはAndroidや他のプラットフォームへの進出前にmacOSとWindowsプラットフォーム向けにオープンした[20]。
- 2019年1月 - UbisoftはEpic Games Storeでゲームを配信する計画を発表した。発売が予定されていた『ディビジョン2』は、Steamではなく（UbisoftのUbisoft Connectに加えて）同ストアで販売されることになり、Epic Games Storeを利用する最初の大手サードパブリッシャーになった[23]。

Ubisoftは、今後のゲームにEpic Games Storeを選択したのは、Steamに関連したより大きな商談の一環であると述べている。 Ubisoftのパートナーシップおよび収益担当副社長であるクリス・アーリーは、Steamを「現実的ではなく、彼らの現在のビジネスモデルは…ゲーム配信という点で現在の世界の状況を反映していない」と評している。パブリッシャーのDeep Silverは同月下旬、『メトロ　エクソダス』がEpic Games Storeで1年間独占販売されることを発表し、他のストアでの販売価格60ドルよりも安い50ドル（北米 ）で販売された。Epicはその後、ストアでの販売についてPrivate Divisionおよびクアンティック・ドリームと提携した。

## セルゲイ・ガリオンキン

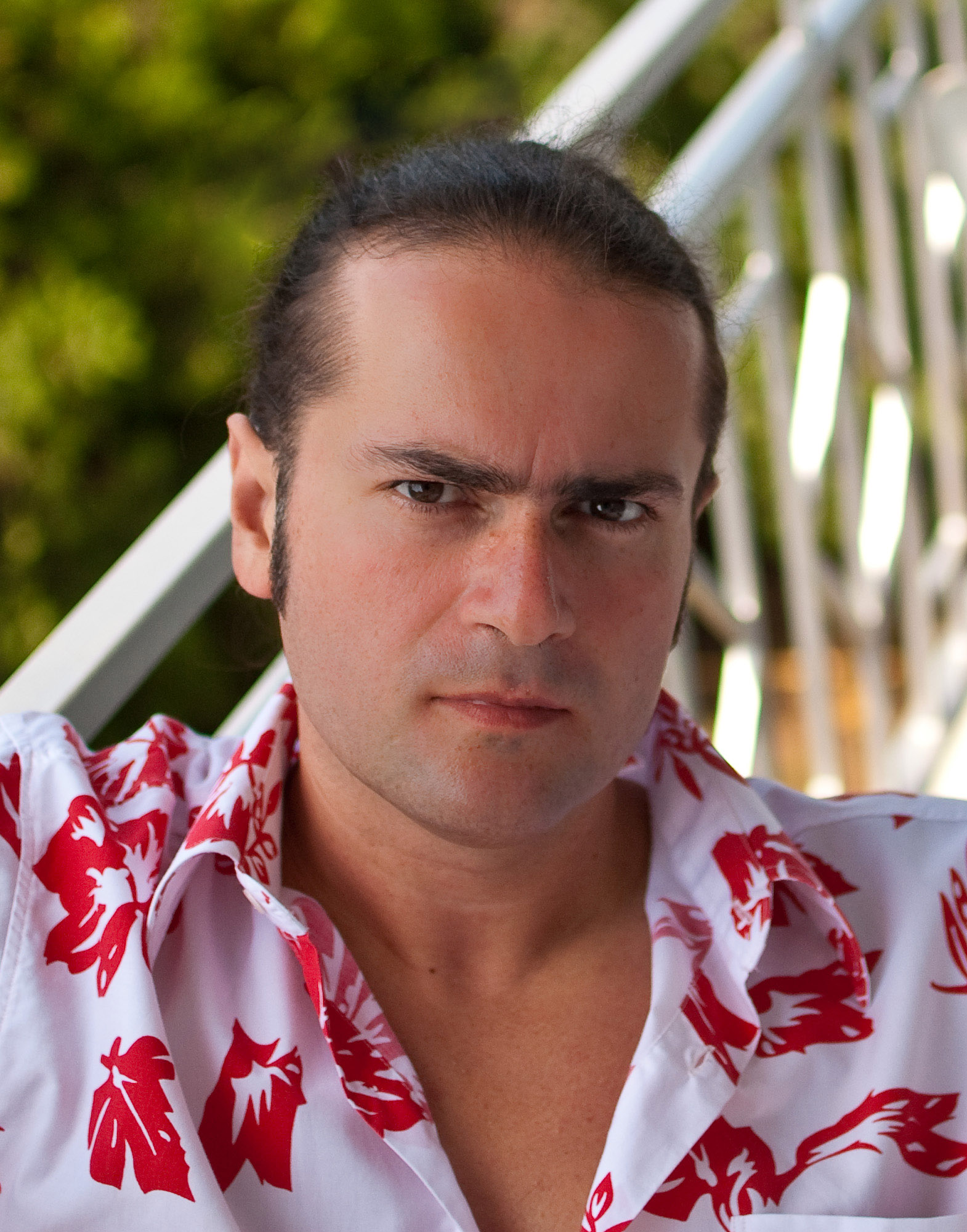
ストアのパブリッシング戦略担当ディレクターのセルゲイ・ガリオンキン

ストア設立以前は、パブリッシング戦略担当ディレクターのセルゲイ・ガリオンキンが、Steamの公開プロフィールからSteamの使用状況データを収集して公開販売統計を作成するウェブサイト「Steam Spy」を運営していた。彼はこのサイトをサイドプロジェクトとして運営していたが、開発者がEpicのストアに求めているもの、つまりソーシャル要素が少なく視覚的な混乱が少ないことを知るために使用していた。このストアは2019年半ばにデベロッパーからの投稿でオープンするまで、手作業で管理される予定である。ティム・スウィーニーによると、この時点でEpicのスタッフはストアのゲームを承認する必要があるが、これは「ほとんどが技術的な側面と一般的な品質」に焦点を当てたプロセスである。スウィーニーは、この審査プロセスが家庭用ゲーム機でゲームを販売するために必要な承認のように厳格になるとは考えていないが、人間による評価を用いてブロートウェアやアセット置き換え（asset flips）ゲームなどの質の悪い作品を除外するとしている。Epicでは、成人向けコンテンツをストア上で許可する予定はない。 

## 評価
Epic Games Storeは成功したと見なされているが、ユーザーからはEpic Gamesと、独占契約を選択しているデベロッパーやパブリッシャーに批判の声が寄せられており、彼らは市場を細分化していると主張している。又、ValveがSteamの収益分配モデルの変更を明らかにした数日後に発表された。この変更では、ゲームの売上が1000万ドル以上になった後の手数料を30％から25％に、5000万ドル以上になった後は20%に下げたことでValveの取り分が減少することになる。複数のインディーゲームのデベロッパーは、この変更が大手AAAデベロッパーとパブリッシャーを繋ぎ止めるためのものであり、小規模なデベロッパーのサポートにはほとんど役に立たないとの懸念を表明していた。そのため、Epic Games Storeが発表されたとき、数名のジャーナリストはそれがSteamの現在のモデルを破壊する可能性があると見ていた。一部のデベロッパーやパブリッシャーは、Steamで販売する予定だったゲームをEpic Games Storeで独占販売する計画や他のサービスで販売する前にEpicのストアで時限独占販売する計画を発表している。Valveのゲイブ・ニューウェルはこの競争を歓迎し、「誰にとっても素晴らしいことだ。それは我々の正直さを保ち、他の誰もが正直でいられるようにしてくれる」と語ったが、短期的には競争は「醜い」とコメントした 。 
2019年の最初の1年間でEpicは1億800万人の顧客を獲得し、6億8000万ドル以上の売上をもたらし、そのうち2億5100万ドルがサードパーティ製ゲームに費やされたと報告した。それらのサードパーティ製ゲームのうち、売上の90％はEpic Games Storeの時限独占販売のものであった。全体として、エピックは総売上が予想を60％上回ったと述べている。 

### ストア独占に対する反応
Epic GamesはSteamに対抗するために、他ストアより先にEpic Games Storeで通常6か月または1年間時限独占販売されるゲームを頻繁に用意している。スウィーニーは、この戦略はSteamの支配的な地位に対抗する唯一の方法であり、Valveが30％の手数料を下げた場合に独占権を求めることをやめると述べている。そうでなければEpicは、Steamや他のストアとの間で事前にどのような計画を立てていたかに関わらず、興味を持つデベロッパーやパブリッシャーからのEpic Games Storeでの独占販売の申し出を受け入れ続けるという。 
一部の消費者はこれらの独占契約に否定的な反応を示しており、これは家庭用ゲーム機で時限独占で発売されるゲームと同様にゲームコミュニティに分裂をもたらしているようであった。4A Gamesが開発し、Deep Silverが販売する『メトロ エクソダス』は、Steamでの販売が予定されていた。しかし、Deep Silverは発売数週間前に同作をEpic Games Storeで時限独占販売し、販売後1年経ってからSteamで発売すると発表した。一部のユーザーはこれに腹を立て、Steamの同作にレビュー爆撃を行い、4A Gamesに苦情を申し立てた。Deep Silverは4A Gamesを擁護し、Epic Games Storeの時限独占販売の決定はDeep Silverの親会社Koch Mediaが行ったと言及した。『メトロ エクソダス』発売後の数日間、Epic Games Storeにはユーザーレビューがなかったため、プレイヤーはSteamレビューシステムを使用してゲームを賞賛した。『X-COM』のリードデザイナーのジュリアン・ゴロップによる同作の精神的続編『Phoenix Point』は、SteamまたはGOG.comの償還キーのオプションをプレイヤーに付与するクラウドファンディングで成功を収めた。2019年3月、ゴロップはPhoenix PointをEpic Games Storeで1年間独占販売することを選んだと発表した。支援者はEpic Games Storeの償還キーと独占期間が終了する1年後にSteamまたはGOGの償還キーを入手でき、最初の年のダウンロードコンテンツ（DLC）が無料提供される。ゴロップは、独占契約により彼のチームは同作を完成させるために追加の財政的支援を受けたと説明した。ゴロップのチームが彼らの資金を使ってゲームを外部からの出資を得られるレベルにまでこぎつけ、その後ゲームの方向性を変えたと考えた一部の支援者が激怒した。ゴロップは、Epic Gamesとの契約は『Phoenix Point』の最終的な方向性を変化させなかったと主張したが、支援者に対して希望した場合全額返金を行った
『Ooblets』のデベロッパーGlumberlandは、Epicの資金援助により販売までスタジオを維持し、より良い収益の分配を提供することが可能になることを引き合いに出し、2019年7月下旬にEpic Games Store独占ゲームになると発表した。Glumberlandのベン・ワッサーによる発表には、Epic Games Store独占への批判に関連した冗談のような言葉が含まれており、不満を抱いた人々を「未熟で有害なゲーマー」と呼び、この状況は「何も取り乱す必要はない」と述べた。これを受けて、ワッサーをはじめとするGlumberlandの関係者は、この発表に関連した脅迫を含む何千もの敵対的な否定的メッセージを受け取るようになった。ワッサーは、コミュニティがメッセージにそのように反応することを予想していなかったため、ゲームコミュニティを拒絶しようとしたのではなく、Epicのサポートを必要とするGlumberlandの立場を明確にしようとした。スウィーニーは後に同作に対しての過熱した批判には偽のスクリーンショット、ビデオ、技術的分析を含むフェイク情報の意図的・組織的な作成や憎しみの醸成、反対者への脅迫が含まれるとし、「健全な公衆の会話を悪化させ、弱める不穏な傾向を浮き彫りにした」と批判した。スウィーニーは、Epicはパートナーや開発者と協力して状況を改善し、そのような方法でターゲットにされた人々をサポートするように努めていると語った。 
ゲーム『DARQ』の発売準備の最終段階にあったUnfold GamesがEpic Gamesとのやり取りについて報告した後、独占権に関するさらなる問題が浮上した。『DARQ』は数か月前からSteamでの販売が確定しており、デベロッパーは2019年に同作の発売が近づいていると発表した。 Unfold Gamesによると、Epic Gamesは資金提供のサポートに加えて、Epic Games Storeでのゲーム販売を打診した。しかし、Epic Gamesは尋ねられた際に、契約を受け入れれば1年間はSteamでゲームを販売し続けることをUnfoldに許可することを拒否した。UnfoldはEpic Gamesとの契約を断念した。資金調達のためのマーケティングの大部分は、Steamでの販売に重点を置いていため、Epic Games Storeの方が多くの点でおそらくより良い選択肢であるにもかかわらず、彼らはSteamでの販売を余儀なくされた。Epic Games Storeに関するメディアの注目の結果、UnfoldはSteamおよびGOG.comでデジタル著作権管理（DRM）のないゲームとして同作を販売した。一部のジャーナリストは、Epicが独占性を大きく重視していることでその意図が彼らを害するかもしれないという懸念を表明した。 
2019年のGame Developers Conferenceにて他の複数のゲームがEpic Games Storeで時限独占販売されると発表された後、プレーヤーから抗議が寄せられ、ストア部門トップのスティーブ・アリソンは、ゲームコミュニティにこのような混乱を引き起こしたくないと認めた。アリソンによれば、彼らはゲームの発売間近にそのような大規模な独占契約を行わないように努め、コミュニティが望んでいることを尊重するようにしたいとしている。Epic Gamesは、Steamでの販売が遅れていることに憤慨した『シェンムーIII』の支援者からの同様の苦情を受けて、 同作および今後Epic Games Storeで独占販売されることになるクラウドファンディングゲームでは、支援者からの返金要求の費用を負担すると発表した。 

### ストアの迂回
EpicはGoogle Playを迂回してAndroidデバイス向けストアをリリースすることを目指しており、同様に手数料は売上の12%にする予定である（Googleは30％）。iOSに対するAppleの独占権のため、現状ではEpicがアプリストアをリリースすることは不可能であるが、アナリストはEpicのアプリストアに対応してGoogleが同社の取り分を減らせば、Appleもそれに追随するよう圧力をかけられると考えている 。Epicはアプリ『フォートナイト バトルロイヤル』のアプリ内購入についてGoogleの決済システムを迂回するための免除をGoogleに求めようとしたが、同社はこれを拒否した。

### その他の批判
Epic Games Storeに向けられた苦情には、Epicやストアクライアントがスパイウェアであるかのようにユーザーに関するデータを収集し、中国に販売しているという主張も含まれている。
この批判に拍車をかけたのは、ストアクライアントがユーザーデータを収集しており、それはテンセントのEpicへの関与が関係していると主張するRedditの投稿であった。テンセントは世界最大のコンピュータゲームパブリッシャーであり、2012年からEpic Gamesの株式を40％保有している。
中国政府が中国で販売される製品を監督する性質上、テンセントは政府との緊密な関係を維持する必要がある。USGamerとPolygonのライターによると、ストア開設時の米中の政治関係状態と中国人プレイヤーへの一般的な不信感、一部の欧米のゲームプレイヤーの間での嫌中と相まって、この非難は多くの人の注目を集め、Redditの投稿の主張を繰り返し、これらの人々がストアとストアで自社ゲームを独占販売することを選んだパブリッシャーのボイコットにつながっていった。Epicは、一部のデータは追跡しているが、それはSteamのフレンドリストをクライアントにインポートするなどの便利な機能をサポートするためか、Support-A-Creatorプログラムのストリーミングメディアの視聴状況の追跡目的に限られると表明している。Reddit投稿の一部の情報は、このデータを収集するための最初の方法を反映しているが、Epicはデータは前述の機能のためだけに使用し、その後はプライバシー設定の扱い方に沿ったデータアクセスを行うよう調整していると述べている。